# Dumitru C. Ollănescu-Ascanio
Dumitru C. Ollănescu-Ascanio (n. 21 martie 1849, Focșani – d. 20 ianuarie 1908, București) a fost un scriitor român, dramaturg, poet și traducător junimist; membru titular al Academiei Române, vicepreședinte al acestui for (1898-1900; 1903-1906).